# Adam West

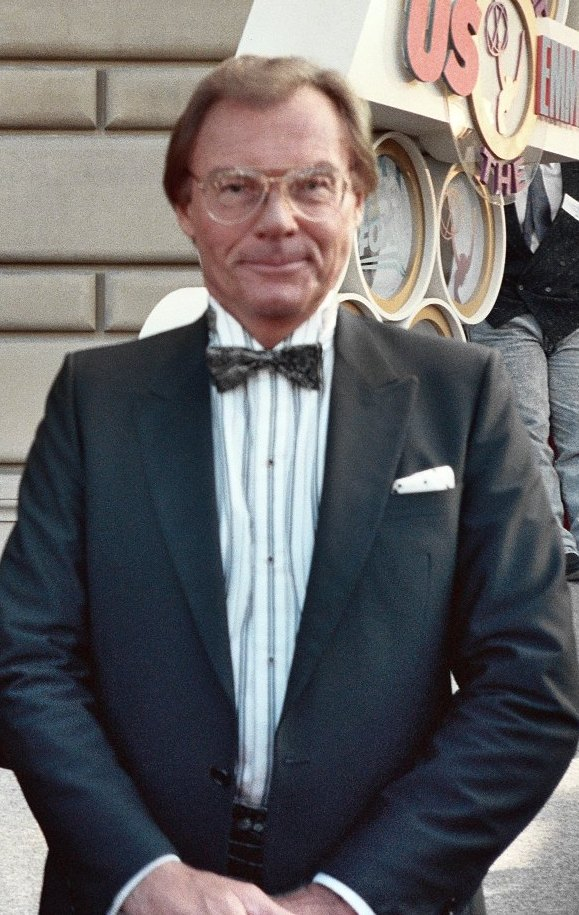
Adam West na Emmy v roce 1989

Adam West (19. září 1928 Walla Walla, Washington – 9. června 2017 Los Angeles), rodným jménem William West Anderson, byl americký herec.

## Životopis a kariéra
Vyrostl ve Walla Walla a jako mladík nastoupil do armády. Po vojně vzal práci DJe a nakonec získal titul v umění na Lakeside School v Seattlu.
V roce 1959 se přestěhoval do Hollywoodu a přejmenoval se na Adama Westa, aby byl pro své fanoušky snáze zapamatovatelný.
Jeho největší rolí se stal seriál Batman z poloviny 60. let. Tuto roli si zopakoval i v celovečerním filmu z roku 1966. Mimo svoji nejznámější roli Batmana měl i nabídky na Jamese Bonda ve filmu Diamanty jsou věčné.
Jeho ostatní herecké role zůstaly ve stínu Batmana z 60. let. Patřil ale mezi četné návštěvníky talkshow a rozhlasových pořadu, a tak jeho sláva zůstala u Batmana.
Věnoval se také dabingu amerických seriálů, kde se objevil v jeho druhé nejslavnější roli Adama Westa, jako starosty v seriálu městečka Quahogu v seriálu Griffinovi.

## Smrt
Zemřel 9. června 2017 v Los Angeles na leukemii.